# Purranque (ort)
Purranque är en ort i Chile.   Den ligger i provinsen Provincia de Osorno och regionen Región de Los Lagos, i den södra delen av landet, 900 km söder om huvudstaden Santiago de Chile. Purranque ligger 119 meter över havet och antalet invånare är 13 619.
Terrängen runt Purranque är platt. Det finns inga andra samhällen i närheten. 
I omgivningarna runt Purranque växer huvudsakligen savannskog. Runt Purranque är det glesbefolkat, med 14 invånare per kvadratkilometer.